# Castilhon e Capitorlan
Castilhon e Capitorlan (en francès Castillon-la-Bataille des del 1953) és un municipi francès situat al departament de la Gironda i a la regió de la Nova Aquitània.
Es va incorporar el 1803 amb la fusió dels termes de Castilhon i Capitorlan.

## Demografia
| 1962                                       | 1968  | 1975  | 1982  | 1990  | 1999  | 2007  |
| ------------------------------------------ | ----- | ----- | ----- | ----- | ----- | ----- |
| 3.096                                      | 3.102 | 3.166 | 3.207 | 3.020 | 3.113 | 3.181 |
| Des de 1962: població sense dobles comptes |       |       |       |       |       |       |

## Administració
| Període   | Identitat       | Partit |
| --------- | --------------- | ------ |
| 2001-2008 | Michel Jouanno  | PS     |
| 2008-     | Michel Holmière | UMP    |

## Agermanaments
- Episkopi
- Nabburg
- Cascante